# 謝誓宏
謝誓宏（葡萄牙語：Che Sai Wang，1965年—）是澳門退休公務員、政治人物，現任澳門特別行政區立法會直選議員，曾任公職三十多年，退休後於2021年首次當選議員，代表「新希望」政團，關注公共資源分配、社會福利、醫療改革與行政效率等民生議題。

## 經歷
謝誓宏於1988年加入澳門市政廳，展開其公務生涯，直至1999年市政廳重組為民政總署後，轉任小販事務處職務主管，負責監督街市及攤販管理等工作。其後於2005年起擔任民政總署交通運輸部職務主管，參與道路規劃與交通設施協調。2008年起，謝誓宏轉任交通事務局顧問高級技術員（職務主管），至2021年退休，累積逾三十年政府服務經驗，專注於民生與交通行政領域。
退休後，謝誓宏代表「新希望」政團參選2021年澳門立法會選舉，作為第二候選人首次當選為直選議員。他關注行政效率、交通設施規劃、醫療資源分配、長者服務及社會資源優化，並倡議強化政策監察與基層諮詢機制。
除議員職務外，謝誓宏亦長期參與多項社會及地區事務，現任澳門公職人員協會理事會副主席、澳門特別行政區第十四屆全國人民代表大會代表選舉委員會成員、政協韶關市曲江区第十屆常委、珠海市第八屆政協委員、澳門珠海社團聯合總會常務副會長、澳門潮州同鄉會副會長，以及韶澳青年協會會務顧問兼名譽副會長，致力促進粵澳地區合作與基層交流。